# James Pollack
James B. Pollack (9 de julho de 1938 – 13 de junho de 1994) foi um astrofísico estadunidense. Trabalhou no NASA Ames Research Center.
Obteve um mestrado em física nuclear na Universidade da Califórnia em Berkeley em 1962, e um Ph.D na Universidade Harvard em 1965, orientado por Carl Sagan.
Recebeu o Prêmio Gerard P. Kuiper de 1989.
Uma cratera de impacto em Marte, a cratera Pollack, é denominada em sua memória.